# Aristizza Romanescu
Aristizza Romanescu (Craiova, 24 de desembre de 1854 - Iași, 4 de juny de 1918) fou una famosa actriu romanesa i professora de declamació al Conservatorul de Artă Dramatic ("Conservatori d'art dramàtic") de Bucarest.

## Biografia
Nasqué a Craiova el 1854. Era filla dels actors Constantin Demetriad i Paulina Stavrescu. Era cosina de la famosa mezzosoprano de renom mundial Elena Theodorini i neta dels actors Ion Vladicescu i Raluca Stavrescu. Es va casar amb el també actor Grigore Manolescu i en segones noces amb l'actor Ion Romanescu.

## Carrera

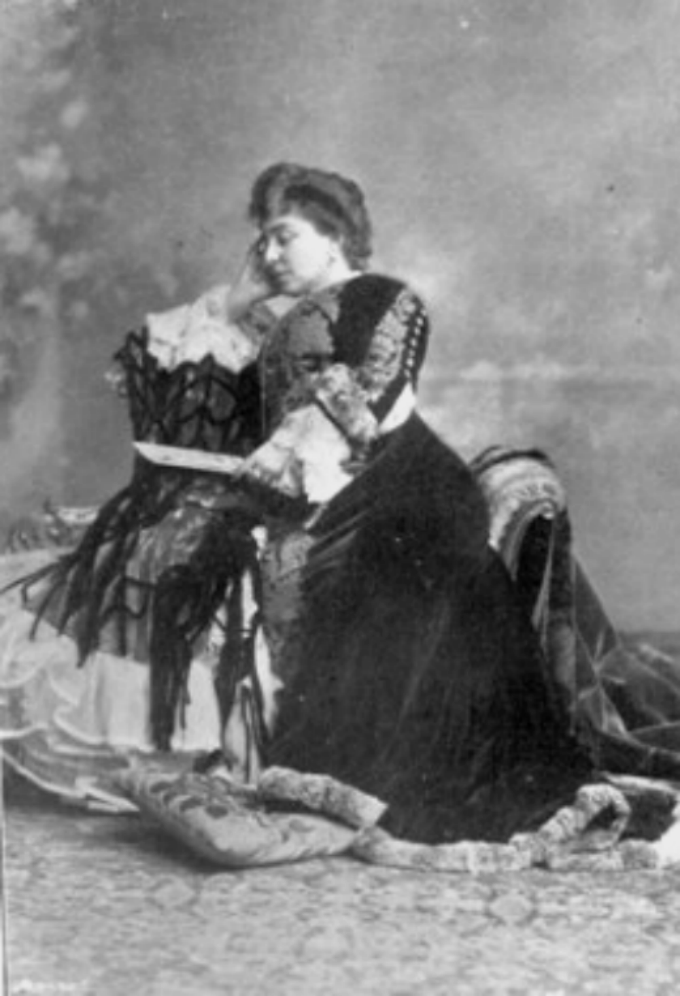
Aristizza Romanescu el 1902

Feu el seu debut el 1872, amb només 18 anys, Teatre de Craiova, a la troupe del cabaretista I.D. Ionescu.
Actuà al Teatre nacional de Iași, on fou observada pel primer director del Teatre Nacional de Bucarest, l'escriptor Ion Ghica, que li va confiar el paper principal en la tragèdia Roma învinsă (Roma derrotada) d'A. Parodi, a partir d'una traducció de Ion Luca Caragiale.
El 1881, per recomanació de Vasile Alecsandri i de Ion Ghica, es va traslladar a París amb la seva parella, l'actor Grigore Manolescu, mercès a una beca. Allí va tenir com a professors d'art dramàtic Delaunay, Got i Regnier, que es quedaren gratament sorpresos per la seva sensibilitat, interpretació i dicció, perseverança i tenacitat.
En tornar a Romania, Aristizza Romanescu actuà al Teatre Nacional de Bucarest i al de Iași, en diverses partes a les obres teatrals Ovidio de Vasile Alecsandri, O scrisoare pierdută (Una carta perduda) e O noapte furtunoasă (Una nit borrascosa) de I.L. Caragiale, Romeo şi Julieta (Romeu i Julieta), Othello (Otel·lo) i Macbeth de Shakespeare, Tartuffe (Tartuf, o l'impostor) de Molière.
A partir del 1889 actuà només a l'escenari del teatre de la capital, on donà vida per primer cop als personatges de Caragiale, Zoe i Anca.
Fou professora al Conservatori d'art dramàtic de Bucarest on tingué com a alumnes, entre d'altres, Maria Ventura, Lucia Sturdza-Bulandra, Elvira Popescu, Maria Filotti i Sonia Cluceru.
Amb Elvira Popescu (pagesa), Maria Filotti (pagesa), Sonia Cluceru (infermera de la Creu Roja) i Constantin I. Nottara (Osman Pasa) va formar part de l'elenc de la primera pel·lícula romanesa Independenţa României ("La independència de Romania"), realitzat entre el 1911 e el 1912, on interpretà el paper d'una infermera de la Creu Roja.
D'ella va dir Lucia Sturdza-Bulandra:
| «                         | (català) Aristizza Romanescu no només estava dotada d'un gran talent. A partir d'ella i fins avui, cap altra actriu de teatre romanesa, pel que fou estimada i apreciada, en els seus 30 anys de carrera, no ha dut a terme una activitat tan gran en intensitat com en varietat. Aristizza Romanescu ha interpretat amb igual èxit tot tipus de papers, passant de la comèdia buffa a la comèdia de saló, del melodrama a la tragèdia. Ha cantat vodevil, ha interpretat teatre líric, tragèdia antiga i teatre romanès. | (romanès) Aristizza Romanescu nu a fost înzestrată numai cu un mare talent. De la ea până astăzi nici o altă actriţă, oricât de iubită şi apreciată, a teatrului românesc, în cei 30 de ani de carieră, nu a desfăşurat o activitate aşa de imensă prin intensitatea şi varietatea ei. Aristizza Romanescu a jucat aproape cu egal succes toate genurile de roluri, trecând de la comedia bufă la comedia de salon, de la melodramă la tragedie. A cântat şi vodeviluri, a interpretat teatrul liric, tragedia antică, precum şi teatrul românesc. | » |
| — Lucia Sturdza-Bulandra, | | |   |

## Vida privada
Després de la mort del seu primer marit, Grigore Manolescu, es casà en segones noces amb el també actor Ion Romanescu
El 1903 Aristizza Romanescu es retirà de l'ensenyament i obtingué una petita pensió, amb la qual amb prou feines podia sobreviure. Al cap d'un any rebé un ajut de part de l'Estat per valor de 100 lei, fet que la feu lamentar-se molt, fins al punt d'aconsellar renunciar a qui volgués dedicar-se a aquesta feina (volum Amintirile - Records, publicat el 1904).
| «                     | (català) Ésser actor vol dir ésser esclau: no reposar, no tenir dies festius, no tenir fills, no tenir afectes, no tenir cor. Fins a la mort! Res més deplorable que la misèria punyent del comediant, que viu només per als altres. | (romanès) A fi actor înseamnă a fi sclav; să n-ai odihnă, să n-ai sărbătoare, să n-ai copil, să n-ai nici o afecţiune, să n-ai inimă. Până la moarte! Lucrul cel mai de plâns e mizeria sfâşietoare a comedianului, care nu trăieşte decât pentru alţii. | » |
| — Elisabeth Bouleanu, | | |   |

Morí el 4 de juny del 1918 i fou sebollida al cementiri Eternitatea (L'eternitat) de Iași.

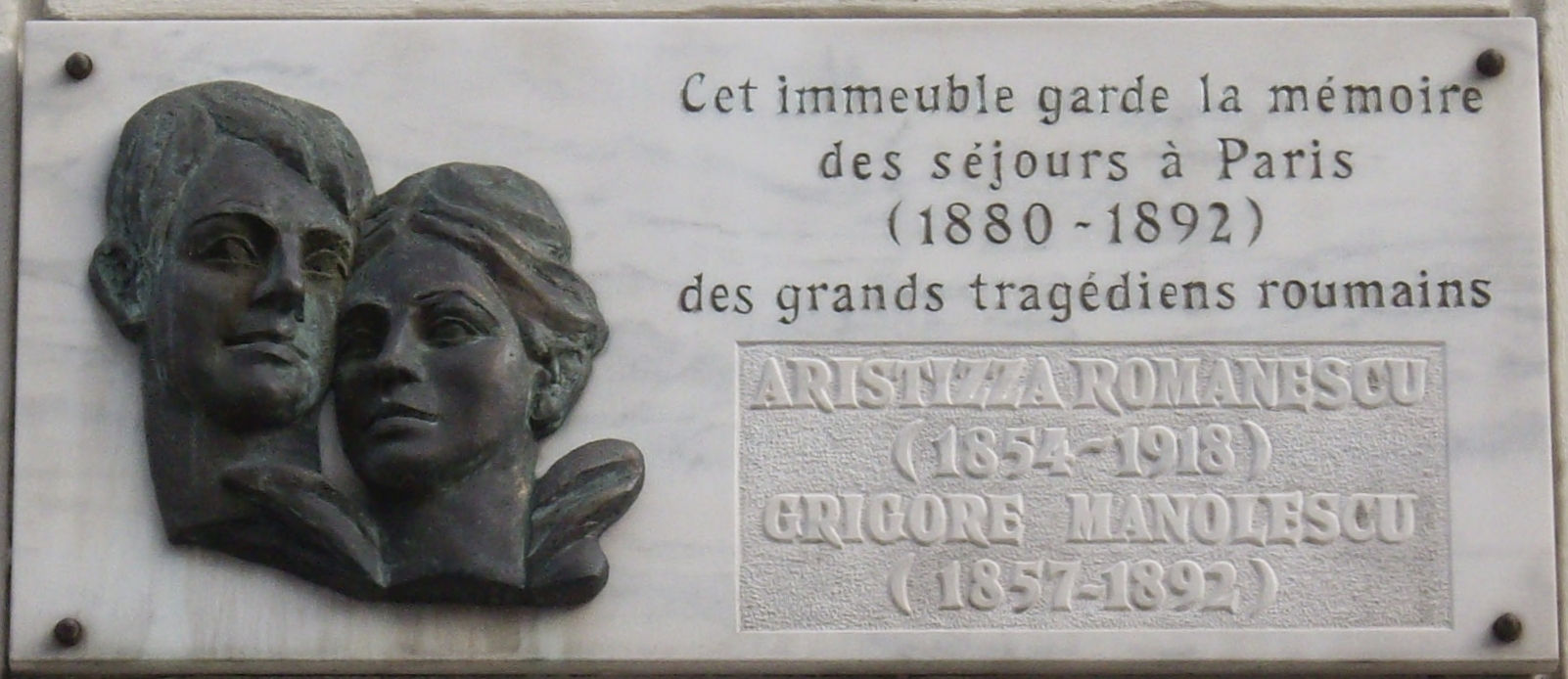
Placa commemorativa a la rue Croix-des-Petits-Champs, París

## Dedicatòries
Una placa commemorativa que diu « Cet immeuble garde la mémoire des séjours à Paris (1880-1892) des grands tragédiens roumains Aristizza Romanescu (1854-1918), Grigore Manolescu (1857-1892).» es pot veure al número 4 de la rue Croix-des-Petits-Champs a París, per recordar l'estada de l'actriu i del seu marit a la capital francesa entre el 1880 i el 1892.
Per homenatjar-la, l'Academia Română va instituir el premi anual Aristizza Romanescu, secció d'art, arquitectura i audiovisual que s'atorga a artistes romanesos o estrangers per llurs contribucions a la cultura.